# Bobbejaan Schoepen
Bobbejaan Schoepen, född Modest Schoepen 16 maj 1925 i Antwerpen, död 17 maj 2010 i Turnhout, Antwerpen, var en belgisk (flamländsk) sångare, musikant, låtskrivare och grundare till Bobbejaanland.
Schoepen sjöng för Belgien i Eurovision Song Contest 1957 och slutade på delad åttonde plats med schweiziska Lys Assia.

## Största hits
- Ich hab Ehrfurcht vor Schneeweissen Haaren
- Je me suis souvent demandé
- Ich steh an der Bar und habe kein Geld
- Lichtjes van de Schelde (Belgien)
- Ein Hauschen auf der Heide

## Managers
- Europa: Jaques Kluger
- Danmark och Island: Syd Fox
- USA: Steve Sholes

## Artistnamn
- Belgien och Nederländerna: Bobbejaan Schoepen
- Tyskland och Österrike: Bobby Jaan, Bobbejaan
- Danmark och Island: Bobby Jaan eller Bobby Jann, Bobbi-Jean
- USA: Bobby John